# آجیل عید
آجیل عید یک مجموعه تلویزیونی عروسکی محصول سال ۱۳۸۹ به کارگردانی امین امانی، پرستو شاه‌محمدی، نویسندگی افتخارسادات سعیدی، پرستو شاه‌محمدی، سودا بهمنیار، عاطفه رئوفی و تهیه‌کنندگی پیمان شریفی می‌باشد که از شبکه پخش شد.

## بازیگران
- مرجان سپهری
- حمیدرضا حسینعلی
- علی همتی
- مهرداد باقری